# CryptoRave

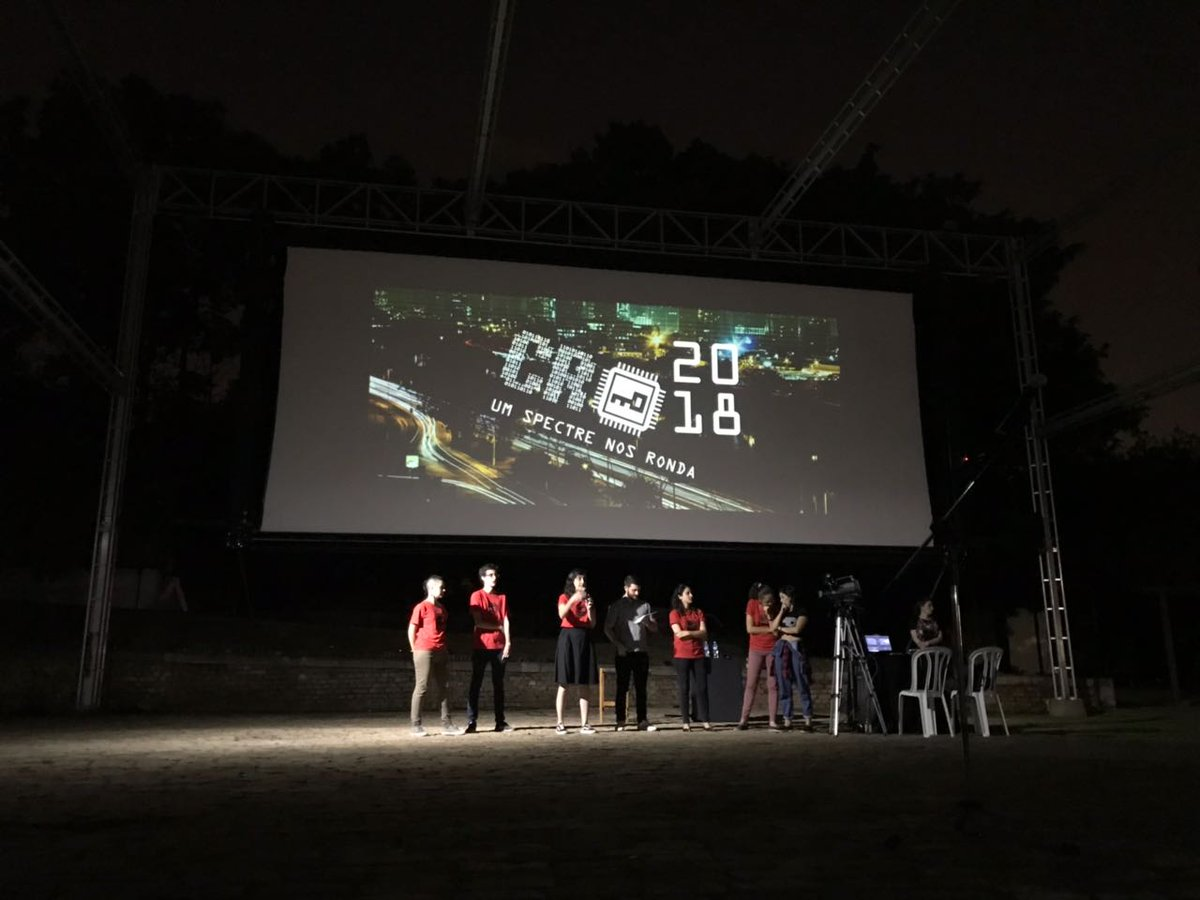
CryptoRave em 2018

A CryptoRave é um evento anual sobre criptografia e direitos digitais em São Paulo, Brasil. Inspirada no movimento das CriptoFestas, o evento tem como propósito a difusão dos conceitos de liberdade e privacidade na Internet, com atividades práticas ensinando comunicação criptografada, por exemplo. Além disso, há debates e palestras sobre direito, privacidade, segurança, sistemas operacionais livres e de código aberto e diversidade, entre outros tópicos. A CryptoRave convida algumas pessoas importantes para o evento. Eventos passados contaram com a presença de Peter Sunde, um dos co-fundadores do The Pirate Bay, James Bamford, Isabela Bagueros, Sasha Costanza-Chock, Eva Galperin da Electronic Frontier Foundation, Hervé Falciani, o professor Diego Aranha, Sérgio Amadeu, David Miranda, entre outros.